# Blaison
Pour les articles homonymes, voir Blaison (homonymie).
Blaison est une ancienne commune de Maine-et-Loire, rattachée le 1er mars 1974 à la ville de Blaison-Gohier (fusion association), avec celle de Gohier.

## Histoire
Aux temps féodaux, selon Célestin Port, Thibaut Ier de Blaison (Blazon) (fl. vers 1014) fut suivi par son fils Thibaut II (fl. 1040, 1050 ; il assiste en 1047 à la consécration de la Trinité de Vendôme), sans doute père d'Eude/Eon et de Jean, proconsuls de Blaison (à moins que Jean ne soit le fils d'Eude) ; Thibaud III, le fils de Jean, aurait épousé l'héritière Mahaut de Mirebeau (1re moitié du XIIe siècle), et il est suivi de leur fils Guillaume, père de Thibaut IV (fin du XIIe siècle). Dans le 1er tiers du XIIIe siècle, Thibaut V (fils de Thibaut IV ; cité depuis 1206 ; † 1229),, sire de Blaison et de Mirebeau, sénéchal du Poitou en 1227, marié à Valence de Mauzé, est un poète d'oïl (francien), un trouvère ; (Maurice de Blason, évêque de Nantes en 1185-1197, semble aussi membre de cette famille féodale). Le Chansonnier est suivi de son fils Thibaut VI, puis des descendants de sa fille Marguerite de Blaison qui épouse 1° Renoul II de Culan, et 2° Robert III de Beaumez. Marguerite de Bommez, dame de Chemillé, Mirebeau et Montfaucon-en-Berry, fille de Thibaud le Jeune de Bommiers, petite-fille de Robert IV et arrière-petite-fille de Marguerite de Blazon et Robert III de Bommiers, transmet à son mari Jean V de Pierrepont, comte de Roucy († 1346 à Crécy).
Jeanne de Roucy-Pierrepont († 1361), dame de Blaison et de Chemillé (Chemellier était aux Blaison au moins depuis le XIIIe siècle), fille du comte Simon de Roucy et petite-fille de Jean V et Marguerite de Blazon, épouse en 1341 le Grand-panetier et maréchal de France Charles Ier de Montmorency (1307-1381), d'où Jeanne de Montmorency, épouse de Guy Brumor de Laval, seigneur de Challouyau. Sans postérité, Jeanne de Montmorency laisse ses fiefs à la descendance de Guy Brumor et de sa 2e femme, Tiphaine/Etiennette de Husson : Guy II de Laval-Rais († 1415), suivi de son fils, le tristement célèbre Gilles de Rais (vers 1405-1440).
Le maréchal de Rais, prodigue et toujours à court d'argent, vend Blaison et Chemellier en 1430 à Guillaume de La Jumellière, sire de Martigné-Briand, la Guerche, Saint-Aubin-de-Luigné. Son descendant René de La Jumellière († 1519) laissa à son petit-fils maternel Christophe de Goulaine († vers 1534), époux de Claude de Montjean († ap. 1559). Au moins trois de leurs fils furent seigneurs de Blaison et Chemellier : François († en 1557 à St-Quentin), Baudouin († 1574), et Claude de Blaison, sire de Goulaine et de Pommerieux. Claude († 1579) laissa à ses enfants Gabriel († 1608 ; ligueur, x 2° 1585 Marguerite/Françoise, fille d'Odet de Bretagne-Goëlo), et Françoise de Goulaine (née vers 1575-† 1618 ; x 1590 Jean Ier de Carné vicomte de Cohignac (1570-1632), gouverneur de Quimper en 1610),. Leur fils Jean II de Carné de Cohignac († 1634), gouverneur de Quimper après son père, eut pour fils René de Carné, né en 1619. 
Mais Blaison et Chemellier sont vendus avant 1645 à Claude de Marbœuf (1580-1661), président à mortier au Parlement de Bretagne en 1618, père, entre autres (très nombreux) enfants, de Guillaume de Marbœuf († 1683), qui fut lui-même suivi de son gendre Guillaume Marot († 1693 ; x Jeanne de Marbœuf, 1654-† 1680), conseiller au Parlement de Bretagne, gouverneur de Dinan, né vers 1646, comte de la Garaye (avec Taden et Beaufort-en-Dinan ; comté érigé en juin 1684). Guillaume Marot fut suivi de ses deux fils, dits barons de Blaison (titre de courtoisie que la tradition autorisait, officialisé par lettres patentes de 1762) : Pieute Marot († ap. 1730), et Toussaint-Claude Marot, comte de La Garaye (1675-1755) ; conseiller au Parlement de Bretagne, oncle maternel d'Henri-Marie du Breil de Pontbriand, Claude-Toussaint Marot forme avec sa femme Marguerite de La Motte-Piquet (1681-1757 ; mariée en 1701, sans postérité), tante paternelle de La Motte-Picquet, un couple d'époux charitables.
La sœur de Toussaint-Claude, Marie-Angélique Marot (1677-1732) avait épousé Yves du Breil de Pontbriand (1669-1710), dont, parmi de nombreux enfants, l'évêque Henri-Marie (1709-1760) et Louis-Claude du Breil (vers 1697-1754 ; x 1721 François-Gabrielle d'Espinay d'Yvignac de Broons), père d'Anne-Sylvie-Claude du Breil (née en 1723) qui maria en 1738 Louis-Jean-Baptiste-Benoît-Claude de Bruc (vers 1719-1796),, sgr. de Broons et d'Yvignac du chef de sa femme, et en 1755 à la mort de son grand-oncle par alliance Toussaint-Claude Marot, aussi baron de Blaison et sire de Chemellier, terres qu'il vendit le 5 avril 1769 à Raoul-René Petit de la Pichonnière (né en 1723), qui les avait encore à la Révolution.
Pendant la Première Guerre mondiale, 27 habitants perdent la vie. Lors de la Seconde Guerre mondiale, aucun habitant n'est tué.

## Personnalités liées à la commune
- Thibaut de Blaison, trouvère du XIIIe siècle.

## Lieux et monuments
- Église Saint-Aubin du Moyen Âge, constituée d'éléments entre le XIIe et le XVe siècle.